# Kevin Danso
Kevin Danso (* 19. September 1998 in Voitsberg) ist ein österreichischer Fußballspieler.

## Karriere

### Verein
Danso begann seine Karriere in England bei einem kleinen Verein in Milton Keynes. Nach einem Jahr wechselte er zum FC Reading, wo er als Stürmer spielte. Dort blieb er allerdings nur ein halbes Jahr und ging darauf zu den Milton Keynes Dons. Im Jänner 2014 wechselte er nach Deutschland in das Nachwuchsleistungszentrum des FC Augsburg. Nachdem er zunächst für die A-Junioren gespielt hatte, debütierte Danso im Mai 2016 für die Zweitmannschaft der Augsburger in der Regionalliga, als er am 33. Spieltag der Saison 2015/16 gegen die Zweitmannschaft des FC Bayern München in der 27. Minute für Max Reinthaler eingewechselt wurde.
Im November 2016 stand Danso gegen den 1. FC Köln erstmals im Profikader. Sein Debüt in der Bundesliga gab er im März 2017, als er am 23. Spieltag der Saison 2016/17 gegen RB Leipzig in der Startelf stand und durchspielte. Mit einem Alter von 18 Jahren und 165 Tagen war Danso der jüngste Debütant der Augsburger Bundesligageschichte. In Augsburg unterzeichnete er auch seinen ersten Profivertrag. Am 4. November 2017, dem 11. Spieltag der Saison 2017/18, erzielte er gegen Bayer 04 Leverkusen in der 49. Spielminute per Kopf sein erstes Bundesligator zum 1:1-Endstand.
Im August 2019 kehrte der Defensivspieler nach England zurück und wechselte leihweise zum FC Southampton. Southampton entschied sich gegen eine feste Verpflichtung des Verteidigers und so kehrte Danso nach dem Ende der Leihe während der laufenden Saison im Juni 2020 nach Augsburg zurück. Zur Saison 2020/21 wurde er an den Zweitligisten Fortuna Düsseldorf verliehen. Bis zum Ende der Leihe kam er zu 32 Einsätzen in der 2. Bundesliga.
Nach dem Ende der Leihe kehrte der Innenverteidiger zur Saison 2021/22 zunächst nach Augsburg zurück, ehe er die Deutschen im August 2021 schließlich endgültig verließ und nach Frankreich zum RC Lens wechselte. Am 19. März 2022 traf er zum ersten Mal für diesen Verein gegen Clermont. Insgesamt kam er für Lens zu 112 Einsätzen, in denen er vier Tore erzielte. Nachdem im August 2024 ein Wechsel zur AS Rom an Herzproblemen Dansos gescheitert war, wechselte der Verteidiger im Februar 2025 zurück nach England und schloss sich leihweise Tottenham Hotspur an. Die Spurs zogen im Sommer 2025 die Kaufoption für Danso.

### Nationalmannschaft
Danso spielte bereits für diverse österreichische Jugendnationalauswahlen. Mit der U17-Auswahl nahm er 2015 an der Europameisterschaft teil. Danso kam in jeder Partie Österreichs zum Einsatz.
Im Mai 2017 wurde er erstmals in den Kader der A-Nationalmannschaft berufen. Am 2. September 2017 gab er sein Debüt im Nationalteam, als er im WM-Qualifikationsspiel gegen Wales in der 27. Minute für den verletzten Sebastian Prödl eingewechselt wurde. Es folgten fünf weitere Einsätze im selben Jahr.
Im September 2018 spielte er gegen Armenien erstmals für die U21-Auswahl.
Im Mai 2024 wurde er in den vorläufigen Kader Österreichs für die EM 2024 berufen und schaffte es schlussendlich auch in den endgültigen Kader.

## Erfolge
- Europa-League-Sieger: 2025

## Persönliches
Kevin Danso wurde als Sohn ghanaischer Eltern im steirischen Voitsberg geboren. Im Alter von sechs Jahren zog er mit seiner Familie nach Großbritannien.